# 부상 (전설)

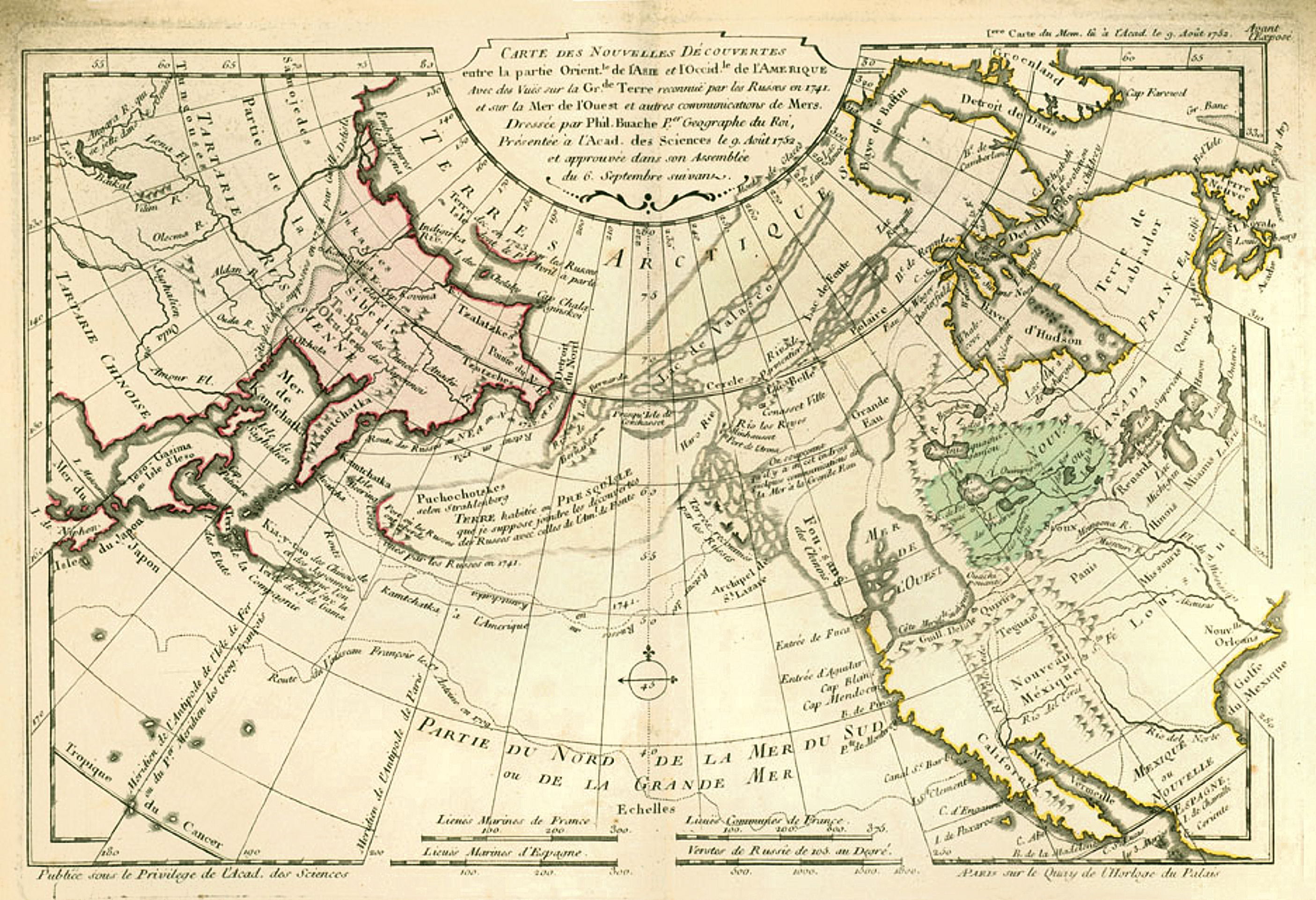

부상(扶桑,扶桑國, 푸상)은 나라 혹은 뽕나무를 말한다.

## 개요
중국의 스님 혜심(慧深)에 의해 499년에 기록되었는데, 원래 중국 신화 산해경 해외동경에서는 해가 가장 먼저 뜨는 곳, 또는 나무, 혹은 그 뽕나무가 있는 곳이라고 일컬어졌으며, 세상의 동쪽 지역 끝의 대명사라 볼 수 있다. 혜심은 이가 동중국해 너머로 이만리 떨어진 곳이라고 했고, 혜심은 부상으로 배를 타고 갔다가 돌아와서 중국 황제에게 보고하였다. 그것이 7세기의 요사렴의 양서에 기록되었다. 한나라 때의 역사서에 의하면 진나라 때 진시황이 동해로 동남동녀를 보내 불로초를 찾으라고 보낸 서불이 삼갑산이 있는 곳을 부상이라 적어 부상이 동쪽에 있는 지역을 의미한다는 것을 확인할 수 있다. 오늘날 학자들은 부상의 지역을 한반도, 일본 열도, 쿠릴 열도, 류큐 제도, 아메리카 대륙이라 추측하기도 한다.

## 같이 보기
- 서불
- 아메리카 이주설(신대륙 이주설)
- 사할린섬